# Asashōryū Akinori
Asashōryū Akinori (朝青龍 明徳?   nacido el 27 de septiembre de 1980 como Dolgorsürengiin Dagvadorj, en mongol Долгорсүрэнгийн Дагвадорж) es un exluchador de sumo (rikishi) de Ulán Bator, Mongolia. Es el 68.º yokozuna en la historia del deporte y fue el primer mongol en alcanzar el grado más alto en enero de 2003, y también el primer mongol en consagrarse campeón de la división makuuchi (la división más alta del sumo). Ha ganado a lo largo de su carrera 25 torneos y en 2005 consiguió ser el único en la historia que ha conseguido ganar los seis grandes torneos del año. Fue el primer mongol en ganar un torneo de manera invicta (zensho-yūshō). Es hermano del luchador profesional Dolgorsürengiin Serjbüdee.

## Yokozuna
En marzo de 2003 se le nombró yokozuna (luego de haber ganado dos torneos consecutivos como ōzeki), el más alto rango en el sumo y desde 2004 hasta 2007 fue el único con dicha categoría. Su primer torneo con dicha distinción acabó con una puntuación de 10 - 5 y desde entonces ganó 25 torneos en la máxima división siendo el cuarto luchador con más títulos en la historia solo superado por Hakuhō, Taihō y Chiyonofuji.
En sus primeros torneos como yokozuna cada vez que ganaba un combate, solía recibir el premio para el ganador (dinero) con la mano izquierda, cuando en realidad debía recibirlos con la mano derecha, lo cual le valió una serie de amonestaciones. Asashōryū argumentó que por ser zurdo le era más cómodo recibir el dinero con la mano izquierda.
En el Nagoya Basho de 2003 en el día 5, en un combate entre él y Kyokushūzan, Asashōryū perdería la pelea por descalificación, luego de utilizar un kinjite (técnica ilegal) al tirar del pelo a Kyokushūzan; convirtiéndose así en el primer yokozuna en perder una pelea por descalificación. Luego de esto, ambos luchadores se fueron a los golpes en los vestidores y fueron separados por Kaiō. Días después el espejo retrovisor del coche de Kyokushūzan fue encontrado destrozado y muchos culparon a Asashōryū de dicho incidente.
En 2005 se convirtió en el primer y único luchador hasta la fecha ganar los seis torneos de sumo que se realizan al año (por haber realizado esta hazaña, fue la primera vez que un año ningún luchador japonés de sumo ganase ninguno de los seis grandes torneos de sumo que se realizan al año). Y también se convirtió en el primer luchador en ganar siete torneos de manera consecutiva.
En 2007 luego de ganar el Nagoya Basho, decidió no participar en el jungyō (torneo regional realizado durante los meses en los que no se celebran los grandes torneos de sumo) argumentando que tenía una lesión en la espalda y en su codo izquierdo, y que requería seis semanas de descanso. Sin embargo, fue visto en la televisión jugando un partido de fútbol benéfico en su país, debido a esto, fue suspendido de los dos próximos torneos de ese año (Aki Basho y Kyushu Basho), convirtiéndose así en el primer yokozuna en ser suspendido de un torneo.
En febrero de 2010 anunció su retirada tras los incidentes ocurridos un mes antes a la salida de un local nocturno de Tokio, donde supuestamente agredió al dueño durante el Hatsu Basho 2010.
Se convirtió en el primer yokozuna en ser obligado a retirarse debido a su mala conducta antideportiva en el sumo ostentado el grado más alto que puede obtener un luchador de sumo en activo. Debido a esto se ganó el apodo de El chico malo del sumo.

## Historial
| Año | Enero Hatsu Basho, Tokio | Marzo Haru Basho, Osaka  | Mayo Natsu Basho, Tokio  | Julio Nagoya Basho, Nagoya     | Septiembre Aki Basho, Tokio        | Noviembre Kyūshū Basho, Fukuoka     |
| --- | ------------------------ | ------------------------ | ------------------------ | ------------------------------ | ---------------------------------- | ----------------------------------- |
| 1999 | (Maezumo)                | Jonokuchi Este #34 6–1   | Jonidan Oeste #85 7–7–EE | Sandanme Oeste #75 7–0 Campeón | Makushita Este #53 6–1–EEEE        | Makushita Este #27 6–1              |
| 2000 | Makushita Oeste #12 3–4  | Makushita Oeste #19 5–2  | Makushita Oeste #9 6–1   | Makushita Oeste #2 7–0 Campeón | Jūryō Este #7 9–6                  | Jūryō Oeste #3 11–4                 |
| 2001 | Maegashira Oeste #12 9–6 | Maegashira Este #16 9–6  | Komusubi Oeste #1 8–7 E  | Komusubi Este #1 7–8           | Maegashira Oeste #1 10–5 L★        | Komusubi Este #1 10–5 L             |
| 2002 | Sekiwake Oeste #1 8–7    | Sekiwake Oeste #1 11–4 E | Sekiwake Oeste #1 11–4 L | Sekiwake Este #1 12–3 E        | Ōzeki Este #3 10–5                 | Ōzeki Este #2 14–1                  |
| 2003 | Ōzeki Este #1 14–1       | Yokozuna Oeste #1 10–5   | Yokozuna Este #1 13–2    | Yokozuna Este #1 5–5–5         | Yokozuna Este #1 13–2              | Yokozuna Este #1 12–3               |
| 2004 | Yokozuna Este #1 15–00   | Yokozuna Este #1 15–0    | Yokozuna Este #1 13–2–E  | Yokozuna Este #1 13–2          | Yokozuna Este #1 9–6               | Yokozuna Este #1 13–2               |
| 2005 | Yokozuna Este #1 15–0    | Yokozuna Este #1 14–1    | Yokozuna Este #1 15–0    | Yokozuna Este #1 13–2          | Yokozuna Este #1 13–2–E            | Yokozuna Este #1 14–1               |
| 2006 | Yokozuna Este #1 11–4    | Yokozuna Este #1 13–2–E  | Yokozuna Este #1 1–2–12  | Yokozuna Este #1 14–1          | Yokozuna Este #1 13–2              | Yokozuna Este #1 15–0               |
| 2007 | Yokozuna Este #1 14–1    | Yokozuna Este #1 13–2–E  | Yokozuna Este #1 10–5    | Yokozuna Este #1 14–1          | Yokozuna Este #1 Suspendido 0–0–15 | Yokozuna Oeste #1 Suspendido 0–0–15 |
| 2008 | Yokozuna Oeste #1 13–2   | Yokozuna Oeste #1 13–2   | Yokozuna Este #1 11–4    | Yokozuna Este #1 3–3–9         | Yokozuna Oeste #1 5–5–5            | Yokozuna Oeste #1 Lesionado 0–0–15  |
| 2009 | Yokozuna Oeste #1 14–1–E | Yokozuna Este #1 11–4    | Yokozuna Oeste #1 12–3   | Yokozuna Oeste #1 10–5         | Yokozuna Oeste #1 14–1–E           | Yokozuna Este #1 11–4               |
| 2010 | Yokozuna Oeste #1 3–12   | Retirado –               | x                        | x                              | x                                  | x                                   |
| Resultados mostrados como victoria–derrota–ausencia Campeón en primera división Finalista en primera división Retirado Divisiones bajas Sin participación Sanshō: L Espíritu de lucha; E Rendimiento excepcional; T Técnica — También mostrado: ★ Kinboshi; E Eliminatoria(s) Divisiones: Makuuchi — Jūryō — Makushita — Sandanme — Jonidan — Jonokuchi Rangos del Makuuchi: Yokozuna — Ōzeki — Sekiwake — Komusubi — Maegashira |                          |                          |                          |                                |                                    |                                     |